# IUPAC命名法
IUPAC命名法（アイユーパックめいめいほう）は、国際純正・応用化学連合（IUPAC）が定める、化合物の体系名の命名法の全体を指す言葉。IUPAC命名法は、化学界における国際的な標準としての地位を確立している。
有機・無機化合物の命名法についての勧告は2冊の出版物としてまとめられ、英語ではそれぞれ「ブルー・ブック」「レッド・ブック」の愛称を持つ。
広義には、その他各種の定義集の一部として含まれる化合物の命名法を含む。IUPAPとの共同編集で、記号および物理量を扱った「グリーン・ブック」、その他化学における多数の専門用語を扱った「ゴールド・ブック」のほか、生化学（ホワイト・ブック；IUBMBとの共同編集）、分析化学（オレンジ・ブック）、高分子化学（パープル・ブック）、臨床化学（シルバー・ブック）があり、各分野の用語法の拠り所となっている。
これらの「カラー・ブック」について、IUPACはPure and Applied Chemistry誌上で、特定の状況に対応するための補足勧告を継続的に発表している。

## 無機化合物・単体

### 単体
単体は元素名の前にギリシア語数詞（以下参照）をつけることで命名できる。
{\displaystyle {\ce {O3}}}〔慣用名 オゾン〕
三酸素 (trioxygen)

### 塩
塩の名称は塩を構成する陽イオンの名前をギリシア語数詞とともに置き、陰イオンをギリシア語数詞とともに置くことで得られる。日本語の場合は酸の場合は酸の名称の次に陽イオンの名前を置き、そうでない場合は（陰イオン名）か（陽イオン名）で命名できる。
{\displaystyle {\ce {NaCl}}}
塩化ナトリウム (sodium chloride)
複数種類の陽イオン、陰イオンないし両方のイオンを持つ場合、アルファベット順に並べる。陽イオン、陰イオンを並べる順は普通の塩と同じである。
{\displaystyle {\ce {KNaSO4}}}
硫酸カリウムナトリウム (potassium sodium sulfate)
酸性塩においては陰イオンの前にギリシア語数詞+hydrogenをつけて表す。
{\displaystyle {\ce {NaHCO3}}}
炭酸水素ナトリウム (sodium hydrogen carbonate)

## 有機化合物
有機化合物の命名法はA, B, C, D, E, F, Hの部に分かれて定められており、1993年に最新の勧告が出た。Aの部は炭素と水素のみからなる炭化水素の命名法で、Bの部は炭素以外の元素が環を構成している場合の命名法について、Cの部は炭素、水素、窒素、カルコゲン、ハロゲンからなる官能基を持つ化合物の命名法について、Dの部はCの部に定められていない官能基を持つ化合物について、Eの部は立体化学の命名法、Fの部は天然に存在する有機化合物の命名法、Hの部は同位体による置換を受けた化合物の命名法について定めている。

### 命名法の方針
命名は中心となる母体（環を含むと母核と呼ばれることもある）化合物の水素を置換基で置き換えた誘導体として命名される。母体ないしは置換基もより単純な母体を誘導体として命名し、その起点となるのは炭化水素または基本複素環系化合物である。
誘導体として命名はつぎの6つの命名法（置換命名法、基官能命名法、付加命名法、減去命名法、接合命名法、代置命名法）のいずれかを使用する。これらの体系的に命名された名称を組織名と呼ぶ。1951年までのIUPAC命名規則では置換命名法での統一を目指していたが、1969年以降の規則では6つの命名法と慣用名を容認している。ただし、減去命名法、接合命名法、代置命名法は置換命名法、基官能命名法、付加命名法で命名した場合、不必要に複雑な命名になる場合に使用すべきである。またIUPACでは「置換命名法を他の命名に優先して用いる」ように勧告している。
以上の方針で命名すると、母体と一つないしは複数の置換基が選択されるが、IUPAC命名法で指定された置換基の優先順位にしたがって置換基の中から一つの主基 (principal group) が選抜される。主基は母体の接尾語となり、それ以外の置換基は頭文字の辞書順（ABC順）に接頭語として母体名に連結される。慣用名は母体名や置換基名として使用が可能であるが、慣用名を使った置換基の一部（たとえばisopropyl）は、更なる誘導体化の命名が禁止されているものがある。
- × 1-chloroisopropyl-
- ○ 1-chloro-2-propyl-

#### 置換命名法
置換命名法（ちかんめいめいほう, substitutive nomenclature）は、母体の水素を特性基で置換した命名法である。特性基 (characteristic group) とは、官能基を特徴づける原子団（C=Oなど）で官能基の部分をそのように呼ぶ。
ethane + chloro（基）×3 = 1,1,2-trichloroethane

#### 基官能命名法
基官能命名法（きかんのうめいめいほう, radicofunctional nomenclature）は、置換基の名称と官能基種類の名称を連結する命名法である。
methyl（基）+ alcohol（種類名）= methyl alcohol

#### 付加命名法
付加命名法（ふかめいめいほう, additive nomenclature）は、母体に他の原子が付加したことを表す命名法である。
furan（二重結合）+ H×4（水素原子）= tetrahydrofuran

#### 減去命名法
減去命名法（げんきょめいめいほう, subtractive nomenclature）は、母体原子が除去されたことを表す命名法である。
ribose（五炭糖） - O（酸素原子）= deoxyribose

#### 接合命名法
接合命名法（せつごうめいめいほう, conjunctive nomenclature）は、2つの母体のそれぞれから1つの水素を取り除き、そこで接合させたことを表す命名法である。
- 置換命名法ではcyclohexylmethanolとなる。

#### 代置命名法
代置命名法（だいちめいめいほう, replacement nomenclature）は、母体の炭素骨格を他の元素で置き換えたことを表す命名法である。
- DBUを置換命名法+付加命名法で命名すると、2,3,4,5,8,9,10,11-octahydropyrido[2,1-b][1,3]diazepine

### 一般規則

#### 官能基の優先順位
化合物の名前において、官能基の優先順位は以下のとおりである。化合物が複数の官能基を持つとき、優先順位の高い官能基が接尾辞となり、優先順位の低い官能基は接頭語として置換命名法を用いてあらわす。
1.カルボキシ基 - 2.無水カルボキシル基 - 3.エステル結合 - 4.アミド結合 - 5.ニトリル基 - 6. ホルミル基 - 7.カルボニル基 - 8. 水酸基 - 9.アミノ基 - 10.イミノ基 - 11.エーテル結合 - 12. ニトロ基 - 13. ハロゲノ基

#### 主鎖の決定
3つ以上の炭素と結合している炭素があるとき、化合物は複数の炭素鎖を持つ。このとき、分子の場合は全て、置換基の場合は直接結合する炭素を基点として、鎖を構成する炭素が最も多くなるような鎖を主鎖とする。ただし、R1(R2)C=C(R3)R4 という形の不飽和鎖において、R1-C-R2 あるいは R3-C-R4 を主鎖としてはならない。主鎖でない別の炭素鎖は、水素をアルキル基で置換したものとみなす。
{\displaystyle {\ce {CH3-CH2-CH2-CH(C2H5)-CH3}}}
2-ethylpentaneではなく、3-methylhexane

#### 位置の決定
複数の原子が連なっている化合物において官能基の位置を示す際、主鎖の官能基のうち、もっとも末端に近いものを選び、その官能基から一番近い末端を1番とし、順に定める。単環であれば2つ以上の官能基を持つとき、官能基の優先順位に従って最も優先順位が高いものの位置を1番と定め、次に優先順位の高い官能基の方向へ順に番号をつけていく。この番号をロカント(en:locant)という。

### ギリシア語数詞
置換基の数を示すときに使うギリシア語数詞は以下のとおりである。
| 1    | モノ         | mono-       | hen-; 他の桁と組み合わせる場合 |
| 2    | ジ           | di-         | do-; 他の桁と組み合わせる場合  |
| 3    | トリ         | tri-        |                                |
| 4    | テトラ       | tetra-      |                                |
| 5    | ペンタ       | penta-      |                                |
| 6    | ヘキサ       | hexa-       |                                |
| 7    | ヘプタ       | hepta-      |                                |
| 8    | オクタ       | octa-       |                                |
| 9    | ノナ         | nona-       |                                |
| 10   | デカ         | deca-       |                                |
| 11   | ウンデカ     | undeca-     |                                |
| 12   | ドデカ       | dodeca-     |                                |
| 20   | イコサ       | icosa-      |                                |
| 21   | ヘンイコサ   | henicosa-   |                                |
| 22   | ドコサ       | docosa-     |                                |
| 30   | トリアコンタ | triaconta-  |                                |
| 40   | テトラコンタ | tetraconta- |                                |
| 50   | ペンタコンタ | pentaconta- |                                |
| 60   | ヘキサコンタ | hexaconta-  |                                |
| 70   | ヘプタコンタ | heptaconta- |                                |
| 80   | オクタコンタ | octaconta-  |                                |
| 90   | ノナコンタ   | nonaconta-  |                                |
| 100  | ヘクタ       | hecta-      |                                |
| 200  | デクタ       | dicta-      |                                |
| 300  | トリクタ     | tricta-     |                                |
| 400  | テトラクタ   | tetracta-   |                                |
| 500  | ペンタクタ   | pentacta-   |                                |
| 600  | ヘキサクタ   | hexacta-    |                                |
| 700  | ヘプタクタ   | heptacta-   |                                |
| 800  | オクタクタ   | octacta-    |                                |
| 900  | ノナクタ     | nonacta-    |                                |
| 1000 | キラ         | kilia-      |                                |
| 2000 | ジリア       | dilia-      |                                |
| 3000 | トリリア     | trilia-     |                                |
| 4000 | テトラリア   | tetralia-   |                                |
| 5000 | ペンタリア   | pentalia-   |                                |
| 6000 | ヘキサリア   | hexalia-    |                                |
| 7000 | ヘプタリア   | heptalia-   |                                |
| 8000 | オクタリア   | octalia-    |                                |
| 9000 | ノナリア     | nonalia-    |                                |

上記以外は一、十、百、千の桁の該当する数詞をこの順で結合する。
2567
hepta- + hexaconta- + pentacta- + dilia- = heptahexacontapentactadilia-

### 有機官能基

#### アルキル基
アルキル基 (CnH2n+1-) (alkyl) は、等しい炭素骨格を持つアルカンの語尾aneをylとすることでその名を得る。n=0のときは単に水素原子という。
{\displaystyle {\ce {C5H11{-}}}}（直鎖）
ペンチル基 (pentyl)

#### アルキレン基
アルキレン基（-(CH2)n- アルカンの両端の炭素原子からひとつずつ水素原子が抜けた形）(alkylene) は、等しい炭素骨格を持つアルカンの語尾aneをyleneとすることでその名を得る。
{\displaystyle {\ce {-CH2-CH2-CH2{-}}}}
プロピレン基 (propylene)

#### アシル基
アシル基（R-CO- カルボン酸から水酸基を取り除いた形）(acyl) は、CO-をCH3に置き換えた炭化水素の語尾neをnoylとすることで命名できる。
{\displaystyle {\ce {CH3(CH2)4CO{-}}}}
ヘキサノイル基 (hexanoyl)

#### 脱水素アルコール基
アルコールのヒドロキシ基から水素を取り除いた官能基 (R-O-) は、さらに酸素を取り除いた炭化水素基の語尾にoxyと続けて命名する。ただし、メチル、エチル、プロピルおよびブチル基についてはメトキシ、エトキシ、プロポキシ、ブトキシと名づける例外が許されている。
{\displaystyle {\ce {C5H11O{-}}}}（直鎖）
ペンチロキシ基 (pentyloxy)

### 鎖式有機化合物

#### 飽和炭化水素（アルカン）
アルカン ({\displaystyle {\ce {C_{n}H_{2n{+}2}}}}) (alkane) は、炭素の個数により次のように名づけられる。メタンからブタンまでは慣用名を用い、それ以降はギリシア語の数字の語尾をaneとすることでその名を得られる。
| C=1    | メタン         | methane      |
| C=2    | エタン         | ethane       |
| C=3    | プロパン       | propane      |
| C=4    | ブタン         | butane       |
| C=5    | ペンタン       | pentane      |
| C=6    | ヘキサン       | hexane       |
| C=7    | ヘプタン       | heptane      |
| C=8    | オクタン       | octane       |
| C=9    | ノナン         | nonane       |
| C=10   | デカン         | decane       |
| C=11   | ウンデカン     | undecane     |
| C=12   | ドデカン       | dodecane     |
| C=13   | トリデカン     | tridecane    |
| C=14   | テトラデカン   | tetradecane  |
| C=15   | ペンタデカン   | pentadecane  |
| C=16   | ヘキサデカン   | hexadecane   |
| C=17   | ヘプタデカン   | heptadecane  |
| C=18   | オクタデカン   | octadecane   |
| C=19   | ノナデカン     | nonadecane   |
| C=20   | イコサン       | icosane      |
| C=21   | ヘンイコサン   | henicosane   |
| C=22   | ドコサン       | docosane     |
| C=23   | トリコサン     | tricosane    |
| C=24   | テトラコサン   | tetracosane  |
| C=25   | ペンタコサン   | pentacosane  |
| C=26   | ヘキサコサン   | hexacosane   |
| C=27   | ヘプタコサン   | heptacosane  |
| C=28   | オクタコサン   | octacosane   |
| C=29   | ノナコサン     | nonacosane   |
| C=30   | トリアコンタン | triacontane  |
| C=40   | テトラコンタン | tetracontane |
| C=50   | ペンタコンタン | pentacontane |
| C=60   | ヘキサコンタン | hexacontane  |
| C=70   | ヘプタコンタン | heptacontane |
| C=80   | オクタコンタン | octacontane  |
| C=90   | ノナコンタン   | nonacontane  |
| C=100  | ヘクタン       | hectane      |
| C=200  | ジクタン       | dictane      |
| C=300  | トリクタン     | trictane     |
| C=400  | テトラクタン   | tetractane   |
| C=500  | ペンタクタン   | pentacane    |
| C=600  | ヘキサクタン   | hexactane    |
| C=700  | ヘプタクタン   | heptactane   |
| C=800  | オクタクタン   | octactane    |
| C=900  | ノナクタン     | nonactane    |
| C=1000 | キリアン       | kiliane      |
| C=2000 | ジリアン       | diliane      |
| C=3000 | トリリアン     | triliane     |
| C=4000 | テトラリアン   | tetraliane   |
| C=5000 | ペンタリアン   | pentaliane   |
| C=6000 | ヘキサリアン   | hexaliane    |
| C=7000 | ヘプタリアン   | heptaliane   |
| C=8000 | オクタリアン   | octaliane    |
| C=9000 | ノナリアン     | nonaliane    |

#### 不飽和炭化水素(アルケン)
アルケン ({\displaystyle {\ce {C_nH_{2n}}}}) (alkene) は、同じ炭素数の直鎖アルカンの語尾aneをeneとし、その直前に二重結合している炭素原子の位置を数字で表すことでその名を得る（慣用名ではアルケン名の前に数字を付ける）。ただし、二重結合の位置を表すこの数字はできるだけ小さくしなければならない。対称性を持たないアルケンは、これらの前に幾何異性体を区別するためにcis-あるいはtrans-を置く。
{\displaystyle {\ce {CH3CH2CH=CHCH3}}}
2-ペンテン (pent-2-ene)

#### 不飽和炭化水素(アルキン)
アルキン (CnH2n-2) (alkyne) は、同じ炭素数の直鎖アルカンの語尾aneをyneとし、その直前に三重結合している炭素原子の位置を数字で表すことでその名を得る（慣用名ではアルキン名の前に数字を付ける）。ただし、三重結合の位置を表すこの数字はできるだけ小さくなるよう命名しなければならない。
{\displaystyle {\ce {CH3(CH2)3C{\equiv }CCH2CH3}}}
3-オクチン (oct-3-yne)

#### その他の不飽和炭化水素
二重結合や三重結合を複数含んでいる炭化水素は二重結合または三重結合している炭素の位置をできるだけ小さい数字で表し、同じ炭素数のアルカンの語尾aneを結合の数のギリシア語 (2=di, 3=tri, 4=tetra, 5=penta,...) とeneまたはyneで表す。
{\displaystyle {\ce {CH3CH2CH=CHCH=CHCH3}}}
2,4-ヘプタジエン (hepta-2,4-diene)

#### ハロゲン化アルキル
ハロゲン化アルキル (CnHmXl) (halogenoalkane) は、ハロゲン化した炭素の位置を数字で表し、ハロゲンがフッ素であればfluoro、塩素であればchloro、臭素であればbromo、ヨウ素であればiodoを対応する炭化水素の前につける。水素が複数のハロゲンで置換されているのであれば、数詞を用いてあらわす（置換命名法）。
{\displaystyle {\ce {CH3(CH2)3Cl}}}
1-クロロブタン (1-chlorobutane)
あるいは、炭化水素基名の後にFluoride、Chloride、Bromide、Iodideをつけることで命名できる（基官能命名法）。
{\displaystyle {\ce {CH3(CH2)3Cl}}}
塩化ブチル (butyl chloride)
また、化合物の全ての水素がハロゲンで置換されているときは、perを用いてそのことを表すことができる。
{\displaystyle {\ce {CBr3-CBr3}}}
ペルブロモエタン (perbromoethane)

#### アルコール
アルコール (ROH) (alcohol) は、OHをHに置換した炭化水素の語尾eをolとすることでその名を得られる。先端以外にヒドロキシ基が結合している場合は結合している炭素原子の位置を数字で表す。複数の水酸基を持つ場合は、OHをHに置換した炭化水素の語尾eを水酸基の数のギリシア語 (2=di, 3=tri, 4=tetra, 5=penta,...) とolとすることでその名を得られる。
{\displaystyle {\ce {CH2(OH)-CH(OH)-CH2(OH)}}}〔慣用名 グリセリン (glycerol)〕
1,2,3-プロパントリオール (propane-1,2,3-triol)
ヒドロキシ基よりも優先する官能基があるとき、ヒドロキシ基を置換名として表さなければならない。そのときは、ヒドロキシ基の位置を数字で表し、ヒドロキシ基の数を数詞であらわし、ヒドロキシと続けた後に対応する化合物の名前をつける。
{\displaystyle {\ce {CH3-CH(OH)-CHO}}}
2-ヒドロキシプロパナール (2-hydroxypropanal)
炭化水素の官能基を用い、後ろにalcoholとつけることで命名することもできる。
{\displaystyle {\ce {CH3-(CH2)2-OH}}}
プロピルアルコール (propyl alcohol)

#### エーテル
エーテル (R-OR') (ether) は、2つのアルキル基のうち、炭素数の少ない方をアルコールとみなし、そのアルコール名の語尾anolをoxyとしもう一方のアルキル基のエーテル結合の部分を水素に置き換えたものを続けることでその名が得られる。
{\displaystyle {\ce {CH3-O-C2H5}}}〔慣用名 エチルメチルエーテル〕
メトキシエタン (methoxyethane)

#### アルデヒド
アルデヒド (RCHO) (aldehyde) は、CHOの酸素をH2で置換した炭化水素の語尾eをalとすることでその名が得られる。複数のアルデヒド基を持つ場合はアルデヒド基のある炭素の位置をできるだけ小さい数で表しCHOの酸素をH2で置換した炭化水素の語尾eをアルデヒド基の数のギリシア語 (2=di, 3=tri, 4=tetra, 5=penta,...) とalとすることでその名を得られる。
{\displaystyle {\ce {HCHO}}}〔慣用名 ホルムアルデヒド〕
メタナール (methanal)

#### ケトン
ケトン (R-CO-R') (ketone) は、カルボニル基の炭素の位置の数字を出来るだけ小さい数字で表し、COの酸素をH2で置換した炭化水素の語尾eをoneとすることでその名が得られる。複数のカルボニル基を持つ場合はカルボニル基の数とCOの酸素をH2で置換した炭化水素の語尾eをカルボニル基の数のギリシア語 (2=di, 3=tri, 4=tetra, 5=penta,...) とoneとすることでその名を得られる。
{\displaystyle {\ce {C2H5-CO-CH3}}}
2-ブタノン (butan-2-one)

#### カルボン酸
カルボン酸 (R-COOH) (carboxylic acid) は、カルボキシル基のOとOHをH3で置き換えた炭化水素の語尾eを-oic acidとすることでその名を得られる。両端がカルボキシル基であれば語尾を-dioic acidとして命名できる。環系やヘテロ原子にカルボキシル基が直接接続していたり、直鎖に3つ以上のカルボキシル基が接続していたりする場合は、-COOHをHに置き換えた母体名の後ろに-carboxylic acidを添えることでその名を得られる。
{\displaystyle {\ce {HOOC{-}(CH2)2-COOH}}}〔慣用名 コハク酸〕
ブタン二酸 (butanedioic acid)
{\displaystyle {\ce {C6H5-COOH}}}〔慣用名 安息香酸〕
ベンゼンカルボン酸 (benzenecarboxylic acid)
{\displaystyle {\ce {HOOC-CH2-CH(COOH)-CH2-COOH}}}
プロパン-1,2,3-トリカルボン酸 (propane-1,2,3-tricarboxylic acid)
カルボン酸が末端に存在しないとき、あるいはさらに優先する官能基があるときはcarboxyを用いて命名することができる。
{\displaystyle {\ce {HOOC-(CH2)2-CH(CH2COOH)-(CH2)2-COOH}}}
2-（カルボキシメチル）ヘプタン二酸 (2-(carboxymethyl) heptanedioic acid)

#### カルボン酸塩
カルボン酸とカチオンとの塩 (RCOO-B+) (alkanoic salt) は、カチオンの名前の後にカルボン酸のプロトン脱離イオンateに変えてつなげることで命名する。
{\displaystyle {\ce {C2H5-COO^{-}K^+}}}〔慣用名 プロピオン酸カリウム〕 
プロパン酸カリウム (potassium propanoate)

#### エステル
エステル（RCO-OR' アルコールと酸が脱水縮合した形）(ester) は、アルコールのOHを取り除いたアルキル基にカルボン酸の語尾ic acidをカルボン酸のプロトン脱離イオンateに変えてつなげることで命名する。
{\displaystyle {\ce {C2H5-COO-C2H5}}}〔慣用名 プロピオン酸エチル〕
プロパン酸エチル (ethyl propanoate)

#### ハロゲン化アシル
ハロゲン化アシル (R-COX) (acyl halide) は、アシル基（上記参照）にフッ素ならばfluoride、塩素ならばchloride、臭素ならばbromide、ヨウ素ならばiodideをつけることで命名できる。
{\displaystyle {\ce {CH3-COCl}}}〔慣用名 塩化アセチル〕
塩化エタノイル (ethanoyl chloride)

#### カルボン酸無水物
カルボン酸無水物 (RCO-O-OCR') (alkanoic anhydride) はR=R'のとき、カルボン酸の語尾acidをanhydrideと置き換えて命名する。
{\displaystyle {\ce {H5C2-CO-O-OC-C2H5}}}
プロパン酸無水物 (propanoic anhydride)
R≠R'のときは、加水分解して生じるカルボン酸からacidを取り除き、anhydrideと続けて命名する。
{\displaystyle {\ce {H3C-CO-O-OC-C2H5}}}
エタン酸プロパン酸無水物 (ethanoic propanoic anhydride)

#### アミン
アミン (R1-NR2R3) (amine) は、窒素に結合しているアルキル基にamineと続けることでその名を得られる。窒素に複数のアルキル基が結合しているときは置換基を優先順位に基づいてつなげ、最後にamineを添えることでその名を得る。複数のアミノ基と結合しているときは結合している炭化水素の次にアミノ基と結合している位置を数字で表し、アミノ基の数をギリシア語 (2=di, 3=tri, 4=tetra, 5=penta,...) をつなげ最後にamineを添えることでその名を得る。また、アミノ基を置換基とみなして命名することもある。
{\displaystyle {\ce {CH3NH2}}}
メチルアミン (methyl amine)、メタンアミン (methanamine) あるいはアミノメタン (aminomethane)

#### ニトリル
ニトリル (R-CN) (nitrile) は、シアノ基のNをH3に置き換えた炭化水素の語尾にnitrileをつなげることでその名を得る。
{\displaystyle {\ce {C2H5CH(CN)-C2H5}}}
2-エチルブタンニトリル (2-ethylbutanenitrile)

#### チオール
チオール (R-SH) (thiol) は、SHをHに置換した炭化水素の語尾にthiolと繋げることでその名を得られる。先端以外にチオール基が結合している場合は結合している炭素原子の位置を数字で表す。複数のチオール基を持つ場合はSHをHに置換した炭化水素の語尾にチオール基の数のギリシア語 (2=di, 3=tri, 4=tetra, 5=penta,...) とthiolと繋げることでその名を得られる。
{\displaystyle {\ce {CH3-CH(SH)-(CH2)2-CH3}}}
2-ペンタンチオール (pentane-2-thiol)
チオール基よりも優先する官能基があるとき、チオール基を置換名として表さなければならない。そのときは、チオール基の位置を数字で表し、チオール基の数を数詞であらわし、sulfanylと続けた後に対応する化合物の名前をつける。
{\displaystyle {\ce {CH2(OH)-CH(SH)-(CH2)2-CH3}}}
2-スルファニル-1-ペンタノール (2-sulfanyl pentan-1-ol)

### 環式有機化合物

#### 環式飽和炭化水素(シクロアルカン)
シクロアルカン（CnH2n n≧3、閉じた環構造）(cycloalkane) は、環を構成する炭素と等しい数の炭素を持つアルカンの名前のまえにcycloを置くことでその名を得る。同炭素数のアルケンと構造異性体でn≧5ならば性質が似ている。
{\displaystyle {\ce {C4H8}}}（閉じた環構造）
シクロブタン (cyclobutane)

#### スピラン
スピラン (R>C<R') (spirane) は、環を構成する炭素の数 − 1 を大括弧で示し、炭素の数の等しいアルカンの名前を語尾につける。そしてそれらの前にスピランであることを示すspiroを前におくことで命名する。
シクロペンタンとシクロヘキサンが炭素ひとつを共有しているとき、スピロ[4.5]デカン (spiro[4.5]decane) となる。

#### アヌレン
アヌレン（(-CH=CH-)n/2 n≧3、閉じた環構造）(annulene) は、環を構成する炭素を大括弧で示し、その後にアヌレンとつなげることでその名を得る。
{\displaystyle {\ce {(-CH=CH-)7}}}（閉じた環構造）
[14]アヌレン ([14] annulene)

#### ラクトン
ラクトン（-CO-O-(CH2)n-、閉じた環構造）(lactone) は、環を構成する炭素数を前に出し、炭素数が等しい炭化水素の語尾にlactoneをつけることでその名を得る。
{\displaystyle {\ce {-O-CO-(CH2)5{-}}}}（閉じた環構造）〔慣用名 ε-カプロラクトン〕
6-ヘキサンラクトン (6-hexanelactone)
また、含酸素環の環状ケトンとしても命名できる。この場合上記のラクトンはオキセパン-2-オン (oxepane-2-one)

#### ラクタム
ラクタム（-NH-CO-(CH2)n-、閉じた環構造）(lactam) は、環を構成する炭素数を前に出し、炭素数が等しいアルカンの語尾にlactamをつけることでその名を得る。
{\displaystyle {\ce {-NH-CO-(CH2)5{-}}}}（閉じた環構造）〔慣用名 ε-カプロラクタム〕
6-ヘキサンラクタム (6-hexanelactam)
また、含窒素環の環状ケトンとしても命名できる。その場合上記のラクタムは、アゾカン-2-オン (azocan-2-one) となる。

## 命名の実際

### 有機化学編
IUPAC命名法がどのように適用されるかを理解するために、Penicillin Gの命名を段階を追って説明する。

#### Step1 母核の決定
チエナム環が中心なので、これを基幹にして命名する。チエナムは、慣用名 (trivial name) でかつIUPAC非推奨なので、組織名 (systematic name) を使用する。azete環とthiazole環との縮合複素環に水素を置換しても組織名にはなるが (2,3,6,6a-tetrahydro-5H-azeto[2,3-b]thiazole)、不必要に長くなるので採用しない。
したがって二環系炭化水素に代置命名法 (Replacement nomenclature) を適用する。母核となる炭化水素は
になる。

#### Step2 代置命名法の適用
二環系炭化水素にthiaとazaを置換したラクタムなので、命名は次のようになる：
位置番号は、代置命名法における優先順位の高いNを起点にしてSに振られる位置番号が小さくなる向きに回すので、上の図のようになる。

#### Step3 置換基の命名（その1: チエナム環の命名）
Penicillin Gは、チエナム母核のフェニル酢酸誘導体なので、まずチエナム環の命名を完成させる。
3位に二つのメチル基、2位にカルボキシル基そして6位にアミノ基があるので、
である。
この段階で2, 5, 6位の立体配置が決まるが、側鎖の命名が完了していないので立体配置の命名をしてはならない。

#### Step4 置換基の命名（その2: 誘導体の命名）
6位のフェニル酢酸アミド基を命名すると
となる。これで立体配置以外は決定した。

#### Step5 立体配置の命名（命名の完成）
立体配置を決定するルールの適用を判りやすくする目的で、ルールに関与する原子と結合だけ抜き書きを示す。
まず2位の立体配置から決定する。これまでの図の配置では最小の置換基が手前に来ている。これをいったんひっくり返して図示すると、
2位はS配置であるとわかる。
次に図の5, 6位は最小の置換基が奥を向いている。
このように、5, 6位はいずれもR配置である。
以上をまとめて命名の先頭に立体配置命名を付けると次のようになる。
説明の展開上ラクタムのカルボニルが主基 (principal group) のように扱ったが、置換基間には優先順位があり、この場合はカルボン酸が主基にふさわしい。したがって、7位のカルボニルを接頭語に回し、2位を主基にすると、
(2S,5R,6R)-6-phenylacetylamino-2,2-dimethyl-7-oxo-4-thia-1-azabicyclo[3.2.0]heptane-2-carboxylic acid
となる。

## IUPAC命名法の一覧
- カーン・インゴルド・プレローグ順位則
- 特性基順位一覧
- IUPAC命名法勧告一覧
- 水素化物命名法
- 元素の系統名